# Die! – Ein Spiel auf Leben und Tod
Die! Ein Spiel auf Leben und Tod ist ein kanadisch-italienischer Thriller aus dem Jahr 2010. Der Filmtitel spielt auf die Doppeldeutigkeit des englischen Worts „die“ an, das „sterben“ und „Würfel“ bedeutet.

## Handlung
1976 kann der kleine Jacob während eines Unwetters nicht schlafen. Er geht zu seinem Vater, der gerade getrunken hat, und wird aufgefordert zu würfeln. Dann beobachtet er heimlich, wie der Vater drei Patronen in eine Pistole lädt und Suizid begeht. 2005 werden sechs Menschen in Ereignisse verwickelt, die die Polizei als „die Prozesse“ bezeichnet. Die sechs Menschen werden nach nicht vollendeten Suizidversuchen gefangen und in einen Kellerraum eingesperrt.
Jacob ist der Entführer. Er fesselt Robert an einen Stuhl und zeigt Mark einen Würfel und eine Pistole mit bis zu sechs Pistolen. Er zwingt Mark, entsprechend der gewürfelten Eins eine Patrone in die Pistole zu packen. Damit erschießt Mark Robert. Zuvor hat der wohltätige Robert als Obdachloser verkleidet einen Suizid versucht. Lisa wird als nächste an den Stuhl gefesselt und die drogensüchtige Prostituierte Melody muss ihr entsprechend der Drei auf dem Würfel eine gefährliche Dosis verabreichen. Danach wird der Psychologe Zach zum bösen Spiel gezwungen. Er hatte in einer Nacht mal seiner Patientin Claire Drogen gegeben, die daran starb. Melody war nackt auf der Straße aufgefunden.
Die Polizistin Sofia, die mit Mark in Verbindung steht, brachte Melody wegen Brandspuren an den Armen mit Robert in Verbindung. Im Keller stellen die Entführten fest, dass sie alle Brandzeichen an den Armen haben, die wie unterschiedliche Würfelaugen aussehen, und alle einen Suizidversuch hinter sich haben. Mark ist Sofias Vater und erzählt der gläubigen Krankenschwester Diane, wie ein Mann nach dem Mord an einer Familie die Tat als Gottes Wille darstellte. Diane hatte ein gelähmtes Mädchen in Behandlung, dessen Eltern und Schwester bei einem Autounfall ums Leben gekommen sein sollen.
Zach wird in einem Kasten gefesselt und unter Wasser getaucht. Diane, die sich in einem Fluss ertränken wollte und von ihm gerettet wurde, würfelt eine Vier, was bedeutet, dass Zach vier Minuten unter Wasser bleibt und dabei stirbt. Anschließend erzählt Diane, wie ihr schwerkrankes Kleinkind in ihren Armen starb. Dann wird sie gefesselt und Lisa würfelt, dass Diane einen tödlichen Blutverlust von vier Litern erleidet. Sofia findet bei den Ermittlungen ein Buch von Jacob, indem dieser nach dem Selbstmord seines Vaters darüber schrieb, wie der Wille des Würfels über die Wiedergeburt entscheidet. Jacob war selbst nach einem Suizidversuch in der Psychiatrie.
Im Keller versucht Mark sich vor Lisas Augen zu erhängen. Victor schneidet ihn jedoch los. Mark überwältigt Victor und befreit Lisa, die er aus dem Keller schickt. Als er Mark erschießen will, ist die Pistole nicht geladen. Sofia erfährt bei ihren Ermittlungen davon, dass sogenannte Apostel Jacobs tödlichen Würfelspielen folgen. Victor fordert Mark im Keller auf, sich für Leben oder Tod zu entscheidet, und dieser erschießt sich selbst. Dann kehrt Lisa mit einer Pistole zurück. Aber sie traut sich nicht, Victor zu erschießen, während dieser ihr sagt, dass sie ohne ihn wieder Probleme hätte. Nachdem sich Victor zurückgezogen hat, stürmt die Polizei mit Sofia den Keller und nimmt Lisa fest.
Später geht die Suche nach Suizidkandidaten in Rom weiter.

## Rezeption
Der Rezensent beim Filmdienst sieht den Film als „Low-Budget-Thriller mit Verschwörungselementen, der aus den hinlänglich vertrauten Handlungsfäden nicht den kleinsten Funken schlägt.“ Auch der Redakteur von cinema.de kommt zu einer ziemlich negativen Einschätzung: „Die Schauspieler überzeugen. Doch die splatterfreie Kanada-Variante von „Saw“ ist ermüdend unoriginell erdacht und verliert sich in küchenpsychologischen Rückblenden. Neben dem abstrusen Ende um geläuterte Killer, die als „Apostel“ auftreten, nerven die vielen Logiklöcher.“ Positiver sieht es der Rezensent im Horror-Magazin: „Die Würfelspiele sind gnadenlos niederträchtig, originell [...]. Und ganz abseits dieses Thrillers taucht James in die Abgründe der modernen Großstadt. [...] Selbst die bei solchen Rätselfilmen schwierigste Stelle – den Schluss – stemmt der Regisseur beachtlich. [...] Eine tolle Pointe geht deshalb zwar anders, doch wir sind zufrieden.“